# Герб комуни Йоккмокк
Герб комуни Йоккмокк (швед. Jokkmokks kommunvapen) — символ шведської адміністративно-територіальної одиниці місцевого самоврядування комуни Йоккмокк. 

## Історія
Герб розроблено ще 1953 року для ландскомуни Йоккмокк і затверджено королем 1968 року. Перереєстрований після адміністративно-територіальної реформи за комуною 1974 року.

## Опис (блазон)
У срібному полі три сині блискавки у вилоподібний хрест, вгорі — червоний ключ вушком додолу, внизу обабіч — по червоному саамському барабанному молотку (паличці).

## Зміст
Блискавки символізують гідроенергетику, отримувану від річки Лулеельвен. Ключ уособлює парафію Лулео, до якої в XVII ст. належали ці землі. Барабанні молотки вказують на саамські культурні традиції.